# Jacob Rinne
Jacob Karl Anders Rinne (* 20. června 1993, Laxå, Švédsko) je švédský fotbalový brankář a bývalý mládežnický reprezentant, který v současné době hraje v saúdskoarabském klubu Al Fateh.

## Klubová kariéra
Rinne hrál ve Švédsku za kluby Laxå IF, BK Forward, Örebro SK.

## Reprezentační kariéra
Rinne byl členem švédských mládežnických reprezentací U19 a U21.
Trenér Håkan Ericson jej nominoval na Mistrovství Evropy hráčů do 21 let 2015 konané v Praze, Olomouci a Uherském Hradišti, kde získal se švédským týmem zlaté medaile. Na turnaji byl náhradním brankářem, jedničkou v bráně byl Patrik Carlgren.